# Tachydromia bistigma
Tachydromia bistigma är en tvåvingeart som först beskrevs av Mario Bezzi 1912.  Tachydromia bistigma ingår i släktet Tachydromia och familjen puckeldansflugor.
Artens utbredningsområde är Taiwan. Inga underarter finns listade i Catalogue of Life.